# Eriobotrya petiolata
Eriobotrya petiolata är en rosväxtart som beskrevs av Joseph Dalton Hooker. Eriobotrya petiolata ingår i släktet eriobotryor, och familjen rosväxter. Inga underarter finns listade i Catalogue of Life.